# Deerfield (Illinois)
Deerfield è una città degli Stati Uniti d'America, nella contea di Lake, nello Stato dell'Illinois. Fa parte dell'area metropolitana di Chicago, posta a circa 40 km a nord.

## Geografia fisica
Secondo il censimento del 2010, la cittadina ha una superficie totale di 14,6 km², di cui 14,5 km² (99,29%) è terra e 0,1 km² (0,71%) è occupata da acqua.